# Заплавье
Запла́вье — деревня в Осташковском районе Тверской области. Входит в Мошенское сельское поселение.

## География
Деревня расположена на берегу реки Полоновка и озера Селигер. Расстояние до районного центра, города Осташков, 57 км.

## Население
| 2008 | 2010 |
| ---- | ---- |
| 66   | ↘44  |

По данным Всероссийской переписи, в 2010 году численность населения деревни составляла 44 человека (23 мужчины и 21 женщина).

## Улицы
Уличная сеть деревни состоит из 3 улиц.